# Глиночурка
Глиночурка (также Поленница, Кордвуд) — способ строительной кладки, используемый в экостроительстве, при котором сухие чурки или поленья, очищенные от коры, укладываются поперёк стены совместно с цементным раствором или глиной иногда с добавлением соломы (в строительстве глинобитных стен) или хвои.

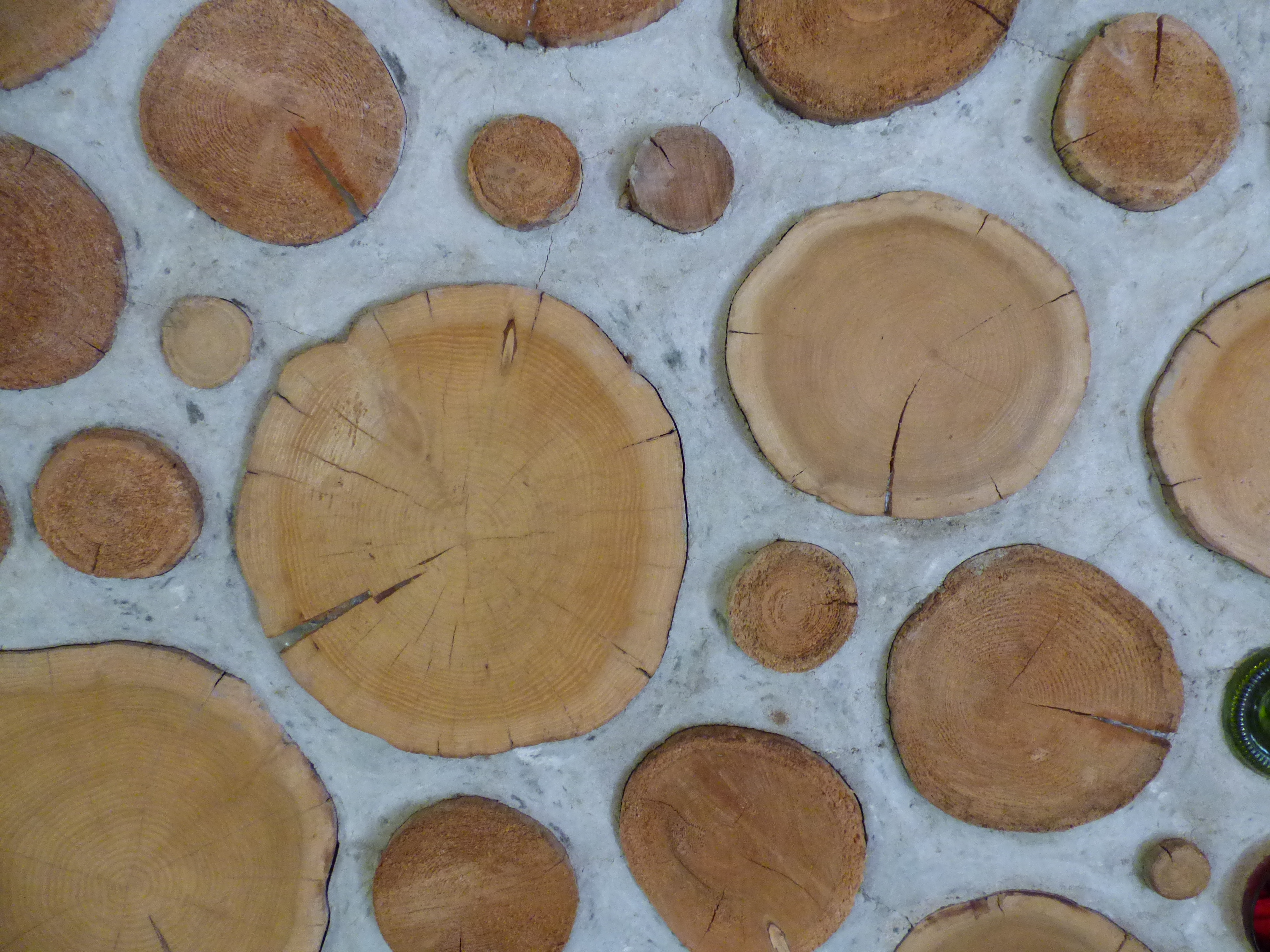
Стена с выступающими краями поленьев

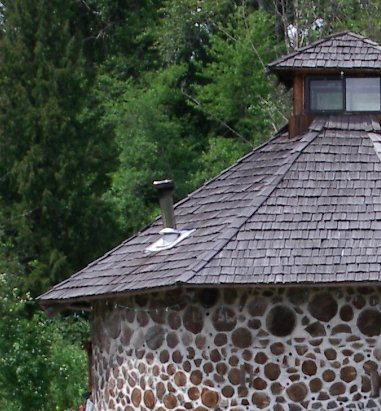
Кордвуд на круговом фундаменте

## Описание
Стена возводится таким образом, что края поленьев выступают из неё на 2—3 см. Толщина достигает в холодном климате, в среднем 40—60 см, иногда 90 см.
Дома из глиночурки привлекательны своим необычным видом, увеличенным внутренним пространством (например, при круговом фундаменте), экономичностью и лёгкостью строительства. Дерево обычно составляет 40—60 % всего объёма стены, а остальное — раствор и изоляционный наполнитель. Существует два типа строительства: Сквозной и Известково-изоляционный.
Сквозной метод предполагает, что строительная смесь содержит в себе изоляционный материал, обычно опилки, измельчённую бумагу, газеты в пропорции 80 % наполнителя на 20 % раствора.
При известково-изоляционном методе, в отличие от сквозного и кирпичной кладки, раствор не закладывается на всю глубину стены. Он кладётся на 5—10 см с наружной и внутренней стороны стены, обеспечивая стабильность соединения, а посередине остаётся изолирующий материал.
Такие стены могут нести нагрузку (благодаря скосу стены либо укреплённым углам), и часто возводятся в местах соединения балок и опор, что придаёт усиление всей конструкции в местности повышенной сейсмичности. Несущие стены, в результате давящего усилия дерева и раствора, позволяют крыше крепиться напрямую к стенам. Различные строительные смеси и изоляционные наполнители влияют на общую меру теплосопротивления стены и тепловое термическое сопротивление; и соответственно — на внутреннюю термальную массу и способность удерживать тепло.

## История
Остатки глиняных строений с деревянными поленьями относятся к 10 веку н. э. и находятся в Греции и Сибири. Более современные дома встречаются в Европе, Азии и Америке. Точное место происхождения данного метода строительства неизвестно. Однако, вероятно, что живущие в лесу люди, возводили примитивные укрытия между костром и поленьями.

## Дерево
Поленья добываются из упавших деревьев, что обеспечивает экономичность метода строительства в лесных зонах. Источником дерева также могут служить лесопилки, дрова, столбы (без креозота) или мусор с лесозаготовок. Более самодостаточным и экономичным является использование переработанных материалов. Вся древесина должна быть очищена от коры, независимо от происхождения. Предпочтительны хвойные виды деревьев, но может использоваться любая лёгкая и пористая древесина, поскольку чем меньше в ней воды, тем меньше она будет сжиматься и расширяться при перепаде температур. К последним относятся ясень, клён, дуб, но годится большинство видов древесины, если она достаточно сухая и соответствует относительной влажности окружающего воздуха. Кроме того, поленья выбираются одного вида дерева из-за своих одинаковых характеристик по расширению—сжатию.

## Раствор
Кроме обычных растворов из глины, навоза, соломы и сосновой хвои, или глины с песком в пропорции 1:1 (1:2), применяемых в России, существует способ, описанный Робертом Роем.
Такой раствор состоит из 9 частей песка, 3 частей опилок, 3 частей строительной извести (не сельскохозяйственного назначения), 2 частей портландцемента. Опилки берутся диаметром не более 1,2 см из мягкой древесины, стружки, вымачиваются в воде заранее и служат губкой, из которой раствор берёт влагу, медленно высыхая без появления трещин. Вместо опилок иногда применяется замедлитель цемента. Строительная известь позволяет стенам дышать, делает их более гибкими, помогает самовосстанавливаться, поскольку если применять цемент требуется больше времени для его застывания. Портландцемент химически связывает раствор и бывает двух классов — I и II.
Внешние способы защиты растворов включают песчано-известковую штукатурку, покрытия на основе льняного масла по земляной штукатурке и земляной компаунд 100 (водонепроницаемая добавка). Длинные нависающие козырьки и высокий фундамент также способствуют меньшему воздействию неблагоприятных природных факторов.

## Термальная масса и изоляция
В зависимости от таких факторов как толщина стен, вид древесины или состав раствора, термоизоляция глиночурки, выраженная как мера теплосопротивления, обычно ниже, чем у высоко-эффективных каркасных стен. Стены из глиночурки имеют термальную массу больше, чем каркасные стены, но меньше, чем у обычных кирпично-цементных кладок. Это связано с тем, что относительная теплоёмкость кирпичной глины (0,84) выше по сравнению с деревом (0,42), и кирпич обладает большей плотностью, чем пористая древесина. Термальная масса указывает на способность здания сохранять среднюю температуру внутри в течение суточной смены холодной и тёплой фаз.
Чем толще поленья (и шире стены), тем лучше изоляционные характеристики. Стена тощиной 40 см для мягкого климата содержит в сердцевине 15 см изоляционного слоя в виде из перлита или вермикулита. Кроме них в изоляции применяются стекловолокно «Батс», а также экономичный пакетированный горох.
Более того, древесина — это анизотропный материал, связанный с тепловым потоком. Это означает, что термосопротивление зависит от направления теплового потока, которое в свою очередь зависит от волокнистости самой древесины.
В каркасных конструкциях, когда древесина расположена параллельно стене, тепловой поток в ней движется параллельно, и мера теплосопротивления в 2—2,5 раза выше, чем в стенах из глиночурки, поскольку тепловой поток там движется перпендикулярно.
Стена, состоящая только из поленьев и раствора не даёт достаточной изоляции для комфортного проживания в холодном климате, если только метод строительства не является сквозным.

## Строительство
До этапа строительства необходимо проверить почву на способность выдерживать тяжёлые стены из глиночурки, не проседая.
Упавшие деревья должны быть очищены от коры с помощью лопаты, стамески или скобеля желательно весной. Сок, движущийся по весне под корой, обеспечивает смазку из камбия, упрощая задачу очистки, что невозможно осенью, когда кора и древесина крепко соединены между собой. После снятия коры поленья должны просушиться в течение трёх лет с целью уменьшения растрескивания и выцвечивания.
Правильно будет заготавливать чурки изначально по ширине стены, как только дерево очищено от коры.
Ручная пила лучше приводной, поскольку гладко напиленная древесина помогает сохранить влагу и предотвратить проникновение насекомых. Иногда для этих целей применяется шлифовка.
Заготовленную древесину перевозят на место строительства. После заливки фундамента, как правило на 30—60 см выше поверхности земли, используя защиту от дождя, начинают возводиться стены. Каркас из балок и опор создаёт навес для места изготовления раствора.
Прежде чем приступать к строительству, следует попробовать несколько вариантов возведения стен на практике, это позволит ускорить процесс строительства и принести удовлетворительные результаты.
Известково-изоляционный, самый распространённый способ, предполагает кладку порций раствора через 8—10 см в два ряда и внесение изоляционного материала посередине между ними.
При сквозном методе сначала кладётся тонкий ровный слой раствора на фундамент, затем плотно кладутся поленья друг к другу; следующий слой раствора выравнивается по поверхности и заполняет собой промежутки. Затем процесс повторяется.
Колотые дрова легче выравнивать, заливать раствором и вдавливать, чем круглые поленья, поскольку промежутков для заполнения раствором в таком случае меньше.
При возведении дома на прямоугольном фундаменте, каждый новый круг поленьев кладётся перпендикулярно основной кладке для усиления.
Завершая строительство, иногда требуется выкладывать небольшие доски для оконцовки стыков или выравнивания верха.
Иногда в стену вставляются бутылки для придания «эффекта мутного стекла».
В домах из глиночурки строится широкая крыша с длинными козырьками (30—40 см) для сохранения поленьев максимально сухими и неподверженными грибку. Хорошо проветриваемые и сухие концы поленьев могут стариться без проблем довольно долго. Некоторые домовладельцы покрывают выступы льняным маслом либо раствором для уменьшения погодного влияния. Со временем происходит некоторое покрытие пятнами, что нормально и исправляется нанесением раствора или смолением.